# Lijst van afleveringen van Married... with Children
Dit is een lijst met afleveringen van de Amerikaanse televisieserie Married... with Children. De serie telt 11 seizoenen. Een overzicht van alle afleveringen is hieronder te vinden.

## Seizoen 1
| Nr. | Titel aflevering                  | Uitzenddatum VS |
| --- | --------------------------------- | --------------- |
| 0   | Niet uitgezonden Pilot            |                 |
| 1   | Pilot                             | 5 april 1987    |
| 2   | Thinnergy                         | 12 april 1987   |
| 3   | But I Didn't Shoot the Deputy     | 19 april 1987   |
| 4   | Whose Room Is It Anyway?          | 26 april 1987   |
| 5   | Have You Driven a Ford Lately     | 3 mei 1987      |
| 6   | Sixteen Years and What Do You Get | 10 mei 1987     |
| 7   | Married... Without Children       | 17 mei 1987     |
| 8   | The Poker Game                    | 24 mei 1987     |
| 9   | Peggy Sue Got Work                | 31 mei 1987     |
| 10  | Al Loses His Cherry               | 7 juni 1987     |
| 11  | Nightmare on Al's Street          | 14 juni 1987    |
| 12  | Where's the Boss?                 | 21 juni 1987    |
| 13  | Johnny Be Gone                    | 28 juni 1987    |

## Seizoen 2
| Nr. | Titel aflevering                  | Uitzenddatum VS   |
| --- | --------------------------------- | ----------------- |
| 1   | Poppy's by the Tree: Part 1       | 27 september 1987 |
| 2   | Poppy's by the Tree: Part 2       | 27 september 1987 |
| 3   | If I Were a Rich Man              | 4 oktober 1987    |
| 4   | Buck Can Do It                    | 11 oktober 1987   |
| 5   | Girls Just Wanna Have Fun: Part 1 | 18 oktober 1987   |
| 6   | Girls Just Wanna Have Fun: Part 2 | 18 oktober 1987   |
| 7   | For Whom the Bell Tolls           | 25 oktober 1987   |
| 8   | Born to Walk                      | 1 november 1987   |
| 9   | Alley of the Dolls                | 8 november 1987   |
| 10  | The Razor's Edge                  | 15 november 1987  |
| 11  | How Do You Spell Revenge?         | 22 november 1987  |
| 12  | Earth Angel                       | 6 december 1987   |
| 13  | You Better Watch Out              | 20 december 1987  |
| 14  | Guys and Dolls                    | 10 januari 1988   |
| 15  | Build a Better Mousetrap          | 24 januari 1988   |
| 16  | Master the Possibilities          | 7 februari 1988   |
| 17  | Peggy Loves Al - Yeah, Yeah, Yeah | 14 februari 1988  |
| 18  | The Great Escape                  | 21 februari 1988  |
| 19  | Im-Po-Dent                        | 28 februari 1988  |
| 20  | Just Married... with Children     | 6 maart 1988      |
| 21  | Father Lode                       | 13 maart 1988     |
| 22  | All in the Family                 | 1 mei 1988        |

## Seizoen 3
| Nr. | Titel aflevering                       | Uitzenddatum VS  |
| --- | -------------------------------------- | ---------------- |
| 1   | He Thought He Could                    | 6 november 1988  |
| 2   | I'm Going to Sweatland                 | 20 november 1988 |
| 3   | Poke High                              | 27 november 1988 |
| 4   | The Camping Show                       | 11 december 1988 |
| 5   | Dump of My Own                         | 8 januari 1989   |
| 6   | Her Cups Runneth Over                  | 15 januari 1989  |
| 7   | The Bald and the Beautiful             | 29 januari 1989  |
| 8   | The Gypsy Cried                        | 5 februari 1989  |
| 9   | Requiem for a Dead Barber              | 12 februari 1989 |
| 10  | Eatin' Out                             | 19 februari 1989 |
| 11  | My Mom, the Mom                        | 26 februari 1989 |
| 12  | Can't Dance, Don't Ask Me              | 18 maart 1989    |
| 13  | The Harder They Fall                   | 25 maart 1989    |
| 14  | A Three Job, No Income Family          | 2 april 1989     |
| 15  | I'll See You in Court                  | 29 december 1989 |
| 16  | The House that Peg Lost                | 9 april 1989     |
| 17  | Married... with Prom Queen: Part 1     | 23 april 1989    |
| 18  | Married... with Prom Queen: The Sequel | 30 april 1989    |
| 19  | The Dateless Amigo                     | 7 mei 1989       |
| 20  | The Computer Show                      | 14 mei 1989      |
| 21  | Life's a Beach                         | 21 mei 1989      |
| 22  | Here's Looking at You, Kid             | 27 augustus 1989 |

## Seizoen 4
| Nr. | Titel aflevering                         | Uitzenddatum VS   |
| --- | ---------------------------------------- | ----------------- |
| 1   | Hot off the Grill                        | 3 september 1989  |
| 2   | Dead Men Don't Do Aerobics               | 10 september 1989 |
| 3   | Buck Saves the Day                       | 24 september 1989 |
| 4   | Tooth or Consequences                    | 1 oktober 1989    |
| 5   | He Ain't Much, But He's Mine             | 8 oktober 1989    |
| 6   | Fair Exchange                            | 29 oktober 1989   |
| 7   | Desperately Seeking Miss October         | 5 november 1989   |
| 8   | 976-SHOE                                 | 12 november 1989  |
| 9   | Oh, What a Feeling                       | 19 november 1989  |
| 10  | At the Zoo                               | 26 november 1989  |
| 11  | It's a Bundyful Life: Part 1             | 17 december 1989  |
| 12  | It's a Bundyful Life: Part 2             | 17 december 1989  |
| 13  | Who'll Stop the Rain                     | 7 januari 1990    |
| 14  | A Taxing Problem                         | 14 januari 1990   |
| 15  | Rock and Roll Girl                       | 4 februari 1990   |
| 16  | You Gotta Know When to Hold Them: Part 1 | 11 februari 1990  |
| 17  | You Gotta Know When to Fold Them: Part 2 | 18 februari 1990  |
| 18  | What Goes Around Came Around             | 25 februari 1990  |
| 19  | Peggy Turns 300                          | 25 maart 1990     |
| 20  | Peggy Made a Little Lamb                 | 15 april 1990     |
| 21  | Rain Girl                                | 29 april 1990     |
| 22  | The Agony of De-Feet                     | 6 mei 1990        |
| 23  | Yard Sale                                | 13 mei 1990       |

## Seizoen 5
| Nr. | Titel aflevering                    | Uitzenddatum VS   |
| --- | ----------------------------------- | ----------------- |
| 1   | We'll Follow the Sun                | 23 september 1990 |
| 2   | Al... with Kelly                    | 30 september 1990 |
| 3   | Sue Casa, His Casa                  | 7 oktober 1990    |
| 4   | The Unnatural                       | 14 oktober 1990   |
| 5   | Dance Show                          | 21 oktober 1990   |
| 6   | Kelly Bounces Back                  | 28 oktober 1990   |
| 7   | Married... with Aliens              | 4 november 1990   |
| 8   | Wabbit Season                       | 11 november 1990  |
| 9   | Do Ya Think I'm Sexy                | 18 november 1990  |
| 10  | One Down, Two to Go                 | 25 november 1990  |
| 11  | And Baby Makes Money                | 16 december 1990  |
| 12  | Married ... with Who                | 6 januari 1991    |
| 13  | The Godfather                       | 3 februari 1991   |
| 14  | Look Who's Barking                  | 10 februari 1991  |
| 15  | A Man's Castle                      | 17 februari 1991  |
| 16  | All-Nite Security Dude              | 24 februari 1991  |
| 17  | Oldies but Young 'Uns               | 17 maart 1991     |
| 18  | Weenie Tot Lovers & Other Strangers | 24 maart 1991     |
| 19  | Kids! Wadaya Gonna Do?              | 31 maart 1991     |
| 20  | Top of the Heap                     | 7 april 1991      |
| 21  | You Better Shop Around: Part 1      | 14 april 1991     |
| 22  | You Better Shop Around: Part 2      | 21 april 1991     |
| 23  | Route 666: Part 1                   | 28 april 1991     |
| 24  | Route 666: Part 2                   | 5 mei 1991        |
| 25  | Buck the Stud                       | 19 mei 1991       |

## Seizoen 6
| Nr. | Titel aflevering                                   | Uitzenddatum VS   |
| --- | -------------------------------------------------- | ----------------- |
| 1   | She's Having a Baby: Part 1                        | 8 september 1991  |
| 2   | She's Having a Baby: Part 2                        | 15 september 1991 |
| 3   | If Al Had a Hammer                                 | 22 september 1991 |
| 4   | Cheese, Cues, and Blood                            | 29 september 1991 |
| 5   | Lookin' for a Desk in All the Wrong Places         | 6 oktober 1991    |
| 6   | Buck Has a Belly Ache                              | 13 oktober 1991   |
| 7   | If I Could See Me Now                              | 27 oktober 1991   |
| 8   | God's Shoes                                        | 6 november 1991   |
| 9   | Kelly Does Hollywood: Part 1                       | 10 november 1991  |
| 10  | Kelly Does Hollywood: Part 2                       | 17 november 1991  |
| 11  | Al Bundy, Shoe Dick                                | 24 november 1991  |
| 12  | So This Is How Sinatra Felt                        | 1 december 1991   |
| 13  | I Who Have Nothing                                 | 22 december 1991  |
| 14  | The Mystery of Skull Island                        | 5 januari 1992    |
| 15  | Just Shoe It                                       | 19 januari 1992   |
| 16  | Rites of Passage                                   | 9 februari 1992   |
| 17  | The Egg and I                                      | 16 februari 1992  |
| 18  | My Dinner with Anthrax                             | 23 februari 1992  |
| 19  | Psychic Avengers                                   | 1 maart 1992      |
| 20  | High I.Q.                                          | 22 maart 1992     |
| 21  | Teacher Pets                                       | 5 april 1992      |
| 22  | The Goodbye Girl                                   | 19 april 1992     |
| 23  | The Gas Station Show                               | 26 april 1992     |
| 24  | England Show I                                     | 3 mei 1992        |
| 25  | England Show II: Wastin' the Company's Money       | 10 mei 1992       |
| 26  | England Show III: We're Spending as Fast as We Can | 17 mei 1992       |

## Seizoen 7
| Nr. | Titel aflevering                        | Uitzenddatum VS   |
| --- | --------------------------------------- | ----------------- |
| 1   | Magnificent Seven                       | 13 september 1992 |
| 2   | T-R-A Something, Something Spells Tramp | 20 september 1992 |
| 3   | Every Bundy Has a Birthday              | 27 september 1992 |
| 4   | Al on the Rocks                         | 4 oktober 1992    |
| 5   | What I Did for Love                     | 11 oktober 1992   |
| 6   | Frat Chance                             | 25 oktober 1992   |
| 7   | The Chicago Wine Party                  | 1 november 1992   |
| 8   | Kelly Doesn't Live Here Anymore         | 8 november 1992   |
| 9   | Rock of Ages                            | 15 november 1992  |
| 10  | Death of a Shoe Salesman                | 22 november 1992  |
| 11  | The Old College Try                     | 13 december 1992  |
| 12  | Christmas                               | 20 december 1992  |
| 13  | Wedding Show                            | 10 januari 1993   |
| 14  | It Doesn't Get Any Better Than This     | 24 januari 1993   |
| 15  | Heels on Wheels                         | 7 februari 1993   |
| 16  | Mr. Empty Pants                         | 14 februari 1993  |
| 17  | You Can't Miss                          | 21 februari 1993  |
| 18  | Peggy and the Pirates                   | 28 februari 1993  |
| 19  | Go for the Old                          | 14 maart 1993     |
| 20  | Un-Alful Entry                          | 28 maart 1993     |
| 21  | Movie Show                              | 11 april 1993     |
| 22  | 'Til Death Do Us Part                   | 25 april 1993     |
| 23  | 'Tis Time to Smell the Roses            | 2 mei 1993        |
| 24  | Old Insurance Dodge                     | 9 mei 1993        |
| 25  | The Wedding Repercussions               | 16 mei 1993       |
| 26  | The Proposition                         | 23 mei 1993       |

## Seizoen 8
| Nr. | Titel aflevering                           | Uitzenddatum VS   |
| --- | ------------------------------------------ | ----------------- |
| 1   | A Tisket, a Tasket, Can Peg Make a Basket? | 5 september 1993  |
| 2   | Hood in the Boyz                           | 12 september 1993 |
| 3   | Proud to Be Your Bud?                      | 19 september 1993 |
| 4   | Luck of the Bundys                         | 26 september 1993 |
| 5   | Banking on Marcy                           | 3 oktober 1993    |
| 6   | No Chicken, No Check                       | 10 oktober 1993   |
| 7   | Take My Wife, Please                       | 24 oktober 1993   |
| 8   | Scared Single                              | 7 november 1993   |
| 9   | NO MA'AM                                   | 14 november 1993  |
| 10  | Dances with Weezy                          | 21 november 1993  |
| 11  | Change for a Buck                          | 28 november 1993  |
| 12  | A Little Off the Top                       | 12 december 1993  |
| 13  | The Worst Noel                             | 19 december 1993  |
| 14  | Sofa So Good                               | 16 januari 1994   |
| 15  | Honey, I Blew Up Myself                    | 23 januari 1994   |
| 16  | How Green Was My Apple                     | 6 februari 1994   |
| 17  | Valentine's Day Massacre                   | 13 februari 1994  |
| 18  | Get Outta Dodge                            | 20 februari 1994  |
| 19  | Field of Screams                           | 27 februari 1994  |
| 20  | The D'Arcy Files                           | 20 maart 1994     |
| 21  | Nooner or Later                            | 10 april 1994     |
| 22  | Ride Scare                                 | 24 april 1994     |
| 23  | The Legend of Ironhead Haynes              | 1 mei 1994        |
| 24  | Assault and Batteries                      | 8 mei 1994        |
| 25  | Al Goes Deep                               | 15 mei 1994       |
| 26  | Kelly Knows Something                      | 22 mei 1994       |

## Seizoen 9
| Nr. | Titel aflevering                             | Uitzenddatum VS   |
| --- | -------------------------------------------- | ----------------- |
| 1   | Shoeway to Heaven                            | 4 september 1994  |
| 2   | Driving Mr. Boondy                           | 11 september 1994 |
| 3   | Kelly Breaks Out                             | 18 september 1994 |
| 4   | Naughty But Niece                            | 25 september 1994 |
| 5   | Business Sucks: Part 1                       | 2 oktober 1994    |
| 6   | Business Still Sucks: Part 2                 | 9 oktober 1994    |
| 7   | Dial B for Virgin                            | 16 oktober 1994   |
| 8   | Sleepless in Chicago                         | 23 oktober 1994   |
| 9   | No Pot to Pease In                           | 6 november 1994   |
| 10  | Dud Bowl                                     | 13 november 1994  |
| 11  | A Man for No Seasons                         | 27 november 1994  |
| 12  | I Want My Psycho Dad: Part 1                 | 11 december 1994  |
| 13  | I Want My Psycho Dad: Second Blood: Part 2   | 18 december 1994  |
| 14  | The Naked and the Dead, But Mostly the Naked | 8 januari 1995    |
| 15  | Kelly Takes a Shot                           | 15 januari 1995   |
| 16  | Best of Bundy                                | 5 februari 1995   |
| 17  | Get the Dodge Outta Hell                     | 5 februari 1995   |
| 18  | 25 Years and What Do You Get?                | 12 februari 1995  |
| 19  | Ship Happens: Part 1                         | 19 februari 1995  |
| 20  | Ship Happens: Part 2                         | 26 februari 1995  |
| 21  | Something Larry This Way Comes               | 12 maart 1995     |
| 22  | And Bingo Was Her Game-O                     | 26 maart 1995     |
| 23  | User Friendly                                | 9 april 1995      |
| 24  | Pump Fiction                                 | 30 april 1995     |
| 25  | My Favorite Married...                       | 30 april 1995     |
| 26  | Radio Free Trumaine                          | 7 mei 1995        |
| 27  | Shoeless Al                                  | 14 mei 1995       |
| 28  | The Undergraduate                            | 21 mei 1995       |

## Seizoen 10
| Nr. | Titel aflevering                                  | Uitzenddatum VS   |
| --- | ------------------------------------------------- | ----------------- |
| 1   | Guess Who's Coming to Breakfast, Lunch and Dinner | 17 september 1995 |
| 2   | A Shoe Room with a View                           | 24 september 1995 |
| 3   | Requiem for a Dead Briard                         | 1 oktober 1995    |
| 4   | Reverend Al                                       | 8 oktober 1995    |
| 5   | How Bleen Was My Kelly                            | 15 oktober 1995   |
| 6   | The Weaker Sex                                    | 22 oktober 1995   |
| 7   | Flight of the Bumblebee                           | 29 oktober 1995   |
| 8   | Blonde and Blonder                                | 5 november 1995   |
| 9   | The Two That Got Away                             | 19 november 1995  |
| 10  | Dud Bowl II                                       | 26 november 1995  |
| 11  | Al Bundy Sports Spectacular                       | 26 november 1995  |
| 12  | Bearly Men                                        | 3 december 1995   |
| 13  | Love Conquers Al                                  | 10 december 1995  |
| 14  | I Can't Believe It's Butter                       | 17 december 1995  |
| 15  | The Hood, the Bud & the Kelly: Part 1             | 7 januari 1996    |
| 16  | The Hood, the Bud & the Kelly: Part 2             | 14 januari 1996   |
| 17  | Calendar Girl                                     | 4 februari 1996   |
| 18  | The Agony and the Extra C                         | 11 februari 1996  |
| 19  | Spring Break: Part 1                              | 18 februari 1996  |
| 20  | Spring Break: Part 2                              | 25 februari 1996  |
| 21  | Turning Japanese                                  | 17 maart 1996     |
| 22  | Al Goes to the Dogs                               | 24 maart 1996     |
| 23  | Enemies                                           | 14 april 1996     |
| 24  | Bud Hits the Books                                | 28 april 1996     |
| 25  | Kiss of the Coffee Woman                          | 5 mei 1996        |
| 26  | Torch Song Duet                                   | 19 mei 1996       |
| 27  | The Joke's on Al                                  | 26 mei 1996       |

## Seizoen 11
| Nr. | Titel aflevering                  | Uitzenddatum VS   |
| --- | --------------------------------- | ----------------- |
| 1   | Twisted                           | 28 september 1996 |
| 2   | Children of the Corns             | 5 oktober 1996    |
| 3   | Kelly's Gotta Habit               | 12 oktober 1996   |
| 4   | Requiem for a Chevyweight: Part 1 | 10 november 1996  |
| 5   | Requiem for a Chevyweight: Part 2 | 17 november 1996  |
| 6   | A Bundy Thanksgiving              | 24 november 1996  |
| 7   | The Juggs Have Left the Building  | 1 december 1996   |
| 8   | God Help Ye Merry Bundymen        | 22 december 1996  |
| 9   | Crimes Against Obesity            | 29 december 1996  |
| 10  | The Stepford Peg                  | 6 januari 1997    |
| 11  | Bud on the Side                   | 13 januari 1997   |
| 12  | Grime and Punishment              | 20 januari 1997   |
| 13  | T*R*A*S*H                         | 27 januari 1997   |
| 14  | Breaking Up Is Easy to Do: Part 1 | 24 februari 1997  |
| 15  | Breaking Up Is Easy to Do: Part 2 | 24 februari 1997  |
| 16  | Breaking Up Is Easy to Do: Part 3 | 3 maart 1997      |
| 17  | Live Nude Peg                     | 10 maart 1997     |
| 18  | A Babe in Toyland                 | 17 maart 1997     |
| 19  | Birthday Boy Toy                  | 31 maart 1997     |
| 20  | Damn Bundys                       | 28 april 1997     |
| 21  | Lez Be Friends                    | 10 april 1997     |
| 22  | The Desperate Half-Hour: Part 1   | 5 mei 1997        |
| 23  | How to Marry a Moron: Part 2      | 5 mei 1997        |
| 24  | Chicago Shoe Exchange             | 9 juni 1997       |